# Livre des Himyarites
Le Livre des Himyarites est un texte syriaque conservé fragmentairement, récit d'une persécution anti-chrétienne au Yémen en 523 (ou peut-être 518).

## État du texte
Les fragments ont été découverts en 1920 par l'orientaliste suédois Axel Moberg, professeur de l'université de Lund, parmi les morceaux de papier servant à constituer la reliure d'un codex du XVe siècle contenant un recueil de liturgies de l'Église syriaque jacobite. Cinquante-huit de ces morceaux provenaient d'un même vieux livre déchiré, dont cinquante-deux couverts de fragments du texte en question et six de fragments d'une compilation théologique figurant à l'origine dans le même volume.
Le texte est rédigé en syriaque et en écriture jacobite ; son titre (Kthovo da-Hmiaroyé) est donné en encre rouge en haut de certains feuillets. C'était à l'origine certainement un texte d'une grande longueur, et les fragments conservés n'en représentent qu'une petite partie. Le nom du scribe et le lieu et la date de la copie du codex ont été préservés notamment dans une note lisible sur un fragment : « [...] Stéphanos le pécheur l'a copié dans la forteresse bénie de Qaryathen, dans l'église du saint Mar Thomas. Son livre fut achevé le mardi 10 du mois de nisan, en l'an des Grecs 1243 (c'est-à-dire le 10 avril 932) ».
Les premiers fragments donnent la fin d'une préface, puis un index presque complet des chapitres, qui étaient au nombre de quarante-neuf. Les autres présentent des passages de longueurs très variées des chapitres VII, VIII, IX, XIII, XIV, XVI, XVII, XIX, XX, XXI, XXII, XXIII, XLII, XLIII, XLIV, XLV, XLVI, XLVII, XLVIII et XLIX, puis le colophon. On possède le texte des pages 23 à 44 du codex d'origine (entre les chapitres XIX et XXIII du texte, qui est écrit sur deux colonnes par page) de façon presque continue.

## Sujet
Le texte porte sur l'épisode des martyrs de Najran, qui se produisit en 523 (date traditionnellement admise) au Yémen (à l'époque de Himyar). Ces événements sont racontés assez précisément dans trois autres documents connus antérieurement à la découverte du Livre des Himyarites. D'une part, il y a la lettre (en syriaque) adressée par l'évêque persan Siméon de Beth Arsham à l'abbé Siméon du monastère de Gabbula : l'évêque rapporte qu'il a accompagné, en janvier 524 (?), une ambassade de l'empereur Justin Ier auprès du roi lakhmide al-Mundhir ibn al-Nu'man et qu'il a assisté, dans le camp de celui-ci appelé Ramla, à l'arrivée d'un envoyé du roi de religion juive des Himyarites, porteur d'une lettre pour al-Mundhir (reproduite par Siméon) dans laquelle il se glorifiait de la persécution sanglante qu'il venait de faire subir aux chrétiens ; de retour à al-Hira, capitale du royaume des Lakhmides, Siméon a recueilli davantage d'informations sur les martyres subis par les chrétiens himyarites. Il y a d'autre part une autre lettre sur le même sujet, signalée par Georg Graf en 1913 dans la revue Oriens Christianus, mais qui ne portait pas de nom d'auteur ; elle a depuis, grâce à un nouveau manuscrit en syriaque, été attribuée également à Siméon de Beth Arsham, qui l'a écrite six mois plus tard de Gbîtâ, siège des Ghassanides. Il y a enfin le Martyre de saint Aréthas (ou al-Harith ibn Ka'b, victime illustre de la persécution dans la ville de Najran), une hagiographie dont il existe des versions grecque, arabe, éthiopienne et arménienne (et un fragment datant du IXe siècle d'une version latine).
Avant la découverte du Livre des Himyarites, la plupart des spécialistes (Ignazio Guidi, Theodor Nöldeke, mais aussi le sceptique Joseph Halévy) étaient d'avis que l'hagiographie était essentiellement tirée de la première lettre de Siméon de Beth Arsham. Alex Moberg a établi qu'elle est en fait formée d'extraits de quelques chapitres du Livre des Himyarites, les trois documents étant très proches et reposant sur les mêmes sources d'information. Cependant, la lettre, pour des raisons chronologiques compréhensibles, ne fait pas allusion à la suite des événements, à savoir l'expédition punitive menée un ou deux ans après par le roi chrétien d'Axoum, épisode évoqué en revanche dans le Livre comme dans le Martyre d'Aréthas.
On relève pourtant au moins deux divergences remarquables entre le Livre des Himyarites et le Martyre d'Aréthas. D'une part, l'hagiographie attribue un rôle diplomatique actif à l'empereur byzantin Justin Ier, qui aurait poussé le roi d'Axoum à intervenir, alors que le Livre, apparemment, ne parlait pas de lui ; l'auteur du Martyre d'Aréthas a pu s'inspirer sur ce point de l'historiographie byzantine. D'autre part, il y a une différence dans l'onomastique : l'hagiographie appelle le roi juif persécuteur Dunaas (Dhu Nuwas) et le roi d'Axoum qui intervient contre lui Elesbaas (Ella Asbeha), tandis que le Livre les nomme respectivement Masrûq et Kâleb (la première lettre de Siméon de Beth Arsham ne nomme ni l'un ni l'autre). Mais Kâleb est aussi le nom du roi d'Axoum dans la version éthiopienne de l'hagiographie (tandis que Cosmas Indicopleustès parle du roi « Ἐλλατζϐάας », Jean Malalas d'« Ἐλεσϐόας »). Quant au nom Masrûq donné au roi persécuteur, il apparaît aussi dans le titre d'une hymne transmise en syriaque de Jean le Chantre, troisième abbé du monastère de Qennesrin († vers 600), et plus tard dans un passage de la Chronique de Séert.

## Rédaction et auteur
Le nom de l'auteur du texte n'apparaît pas dans les fragments préservés. Cependant, on comprend que la rédaction a eu lieu très peu de temps après les faits : dans le dernier chapitre, l'auteur déclare qu'il a voulu relater des événements qui se sont produits dans le pays des Himyarites « il y a de nombreuses générations et jusqu'au couronnement des triomphateurs qui ont de nos jours souffert dans ce pays ». Il affirme qu'il tient ses informations de chrétiens himyarites qui ont été témoins oculaires des événements. Il parle parmi ceux-ci d'un nommé Abdallah dont le père, Af'û, était un païen de l'entourage du roi Masrûq, et il dit qu'après la persécution il baptisa lui-même cet Af'û dans « l'église des vrais croyants » (sans doute par opposition aux nestoriens) à Hirtha (nom syriaque d'al-Hira, qui signifie « le camp »), « quand nous y étions encore ».
Il apparaît donc que l'auteur est très probablement, en tout cas, un religieux membre de l'ambassade byzantine qui se trouvait à al-Hira et auprès du roi al-Mundhir ibn al-Nu'man quand arrivèrent les nouvelles de la persécution anti-chrétienne lancée au Himyar. L'éditeur du texte Alex Moberg pensait à l'évêque Sergios de Resafa, mentionné dans la première lettre de Siméon de Beth Arsham comme l'un des membres de l'ambassade : dans le texte grec du Martyre de saint Aréthas, on lit que « le pays des Himyarites est aussi densément colonisé et populeux que Resafa », comparaison qui fait supposer que l'auteur de ce texte-là, au moins, était de cette ville. Plus récemment, Irfan Shahîd semble avoir établi, grâce notamment à la seconde lettre de Siméon de Beth Arsham que le philologue suédois ne prenait pas en compte, que le Livre des Himyarites est dû à Siméon lui-même, qui l'aurait rédigé quelques années après les événements.

## Édition
- Axel Moberg (éd.), The Book of the Himyarites. Fragments of a Hitherto Unknown Syriac Work, Acta Regiæ Societatis Humaniorum Litterarum Lundensis 7, Lund, C.W.K. Gleerup, 1924.